# DCLS
DCLS（Dental Crisis Life Support 歯科診療危機初期対応）とは、歯科医院、病院歯科などの歯科診療ユニットにおける健康危機（誤嚥による窒息、失神、アナフィラキシーなど）の初期対応を研修するための学習ツールである。本ツールを用いて行うDCLSコースの時間配分等は、モデルとなっている心肺蘇生コース（特に日本救急医学会のICLS:Immediate Cardiac Life Support コース）と同等で一日コースであるが、研修内容はより歯科領域に特化し、厚生労働省による歯科医師の救命救急研修ガイドラインに準拠する内容となっている。
研修対象は、歯科医師（歯科研修医を含む）、コ・デンタルスタッフである、歯科衛生士、歯科技工士の受講も可能である。またコ・デンタルを対象とした半日コース DCLS-miniコースも設定され、それに準じたプログラムを作成して実施している団体もある。

## コース
歯科診療危機対応法（DCLS:Dental Crisis Life Support）を習得するための臨床シミュレーション研修コースはDCLSコースと呼ばれる。DCLSコースは、蘇生に精通した救急指導医と日本口腔外科学会により設置されたDCLSコースガイド編集委員会により2007年秋に開発され、2007年9月に名古屋（第52回日本口腔外科学会総会）で第一回DCLSコースが開催された。
臨床シミュレーション研修としてのDCLSの設定は一日（8時間）コースであり、歯科診療における危機的状況への対応を共有し標準化することで迅速化を目指すものである。また、患者の症状により消防局救急隊による救急医療システム Emergency Medical System への接続を円滑化し患者本位の歯科診療を構築することを目標としている。

## テキスト
日本救急医学会と日本口腔外科学会の有志からなるDCLSコース開発委員会が編集委員会としてテキストである「DCLSコースガイドブック」を2007年10月に出版。副題は「デンタル・クライシスの初期対応」である。

## 臨床シミュレーション研修として DCLS の基本設計
- 一般目標(GIO)  歯科診療領域の健康危機への対応を標準化し効果的な診療を行う。
- 行動目標(SBOs)
  - BLSを的確に行いAEDの操作を行う
  - 気道管理の手技を理解し安全な気道確保を行う
  - 健康危機への対応に必要な手技（血管確保）やモニターなどの機器が操作できる
  - 代表的なシナリオを用いて歯科診療領域での健康危機対応をチームで学ぶ

受講に先立ち、BLSに関する自己学習、テキストによる事前学習を行うことが望ましい。
受講対象は、1日コース（8時間）は歯科医師（歯科研修医を含む）、歯科衛生士、歯科技工士である。歯科医院の場合は、医院のチームによる受講も可能である。チームによる受講は実診療でのチーム医療の向上を目標とする。
DCLSの普及に係る事務作業は2009年10月より日本臨床シミュレーション機構DCLS事業部が担当。